# スターゲイト
『スターゲイト』（Stargate）とは、1994年10月28日に公開されたアメリカのSF映画のタイトル。および物語のきっかけとなる環状遺物の呼称。
エジプトで発見された謎の環状遺物スターゲイトを中心に、それを管理する組織の隊員達が織り成すアクションストーリー。
監督のローランド・エメリッヒが長年温めてきたアイディアがベースとなって映画が製作されたが、その続編としてテレビドラマ『スターゲイト SG-1』（Stargate SG-1：略称は SG-1）が製作された。また、テレビシリーズがヒットしたのを機に『スターゲイト アトランティス』（Stargate: Atlantis：略称はアトランティス）、などのスピンオフ作品が製作されている。さらに、テレビゲームやアニメにもなっている。
デアゴスティーニ・ジャパンが2008年9月9日から「隔週刊 スターゲイト DVDコレクション」という全105号のDVD付きテーママガジンの発売を開始した。これは『スターゲイト SG-1』と『スターゲイト アトランティス』のエピソードを順に収録したDVDと、それに付随してそのドラマに関連した解説マガジンを同梱したものである。 

## スターゲイトとは

スターゲイト

地球を表すシェブロン

スターゲイトは、1928年にエジプトのギザ高原で発掘された巨大な金属製の環である。環状部分には、39種類の文字（目的地を指し示す星座と出発地点である地球）が刻まれており、対応するシェブロン(英語表記は「chevron」で、V字型の雁木細工の意味)をロックすることで目的地と出発地が決まる。発掘当初は何らかの破壊兵器であると考えられていたが実際には星間移動装置であった（なお、映画上の設定はここまでであり、以下の文章はテレビ化されるにあたって新しく付加された設定である）。
宇宙四大種族のうちの一種族、エンシェントによって創り出されたもの。ゲイトを構成する物質はナクアダ（架空の鉱石）から精製される金属で、地球上には存在しない。重量は29t。なお、ドラマ映画真実のアークには設計図らしいものが登場する。
星間移動はゲイト同士の間で行われ、目的地に存在するゲイトへ繋ぐ為にはホームダイアル装置（Dial-Home Device：略称はDHD）と呼ばれる装置を用い、目的地の宇宙における空間座標を示す記号6個と、現在位置を示す1個の記号の合計7個の記号を入力することで接続される。地球ではDHDが発見されなかった為にコンピュータのプログラムでダイヤルシーケンスを再現している。地球のシンボルはゴアウルドの間でも有名である。
7番目のシェブロンを入力しゲイトを作動させると、内縁部にイベントホライズンが発生し、ゲイト間にワームホールが形成される。イベントホライズンが発生する際には振動が発生するため、地球のゲイトには衝撃吸収ダンパーが設置されている（ただし映画では、7番目のシェブロンを入力するよりも前から振動が発生する描写があり、しかもその前にはゲイト付近の作業員を退避させ、防護扉を閉じている）。ゲイト内縁部のイベントホライズンを通過する際、物質はエネルギー粒子に転換され、目的地ゲイトのイベントホライズンで再構成される。
望まない訪問者を通過させない方法として、ワームホールを形成出来ない状態にする、もしくは対象物の再構成を防ぐことが用いられる。前者には、古代エジプト人がしたようにゲイトを地中に埋めるといった原始的な方法があり、後者には、SG基地にあるスターゲイトのように、イベントホライズン前面の極間近にシャッターの類を設置する方法がある。SG基地のゲイトに設置されているシャッターはチタニウム製（後にトリニウム製に変更）で、アイリス（虹彩）と呼ばれており、イベントホライズンとの隙間は僅かに3マイクロメートルで物体の再構成は不可能である。
スターゲイト計画は年間に74億ドルの予算を使い、そのうちの10億ドルはゲイトを作動させるための電気代である。通常、ゲイトを動作させるための電力供給は、セットになっているDHDからなされるが、地球ではホームダイヤルが発見されなかったため、電源は一般の発電所からの供給に頼っていることによる。また、地球のゲイトにはDHDが無い為、10％余計に電力を消費する。ペガサス銀河のスターゲイトは、デジタル式のダイヤル方式になっているため、天の川銀河のゲイトの様にエネルギーソースさえあれば手動でもダイヤルできるというわけではない。ペガサス銀河にあるアトランティスは、ゲイトのダイヤルが他とは異なり、コントロールルームがありそこからダイヤルする仕組みになっている。
また、アトランティス独自の移動手段、パドルジャンパーという飛行艇（潜水も可能）は、操縦席からダイヤル可能になっており、エンジン兼ドローン発射口を機内に収納することで、ゲイトも通過できる設計になっている。ペガサス銀河のゲイトは宇宙空間に浮遊している場合もあり、ジャンパーで移動した方が安全であり、敵対勢力であるレイスも小型戦闘機"ダーツ"からダイヤル出来る。
なお、映画版では7つのシェブロンで"カリアム銀河系（別銀河）のアビドース"に移動しているが、ドラマ版においては7つでは別銀河には移動できない。
シリーズを通し、スターゲイトの形状は4種類ある。
- 初期型：映画版及びオリジンズで登場したタイプ。頂点のシェブロンが開いている。また下の種類と異なり、ゲイトの起動時・終了時に動作音がしない。
- 天の川銀河型：「SG-1」で登場するタイプ。概ね初期型と同一だが、頂点のシェブロンが閉じている。
- ペガサス銀河型：「アトランティス」で登場するタイプ。形状は天の川銀河型と似ているが、シェブロンが青く点灯する、前述の通りデジタル方式になっている、文字が点の集合になっているなど異なる点がある。
- ユニバース型：「ユニバース」で登場するタイプ。見た目も大きく変化しており、シェブロンと文字が一緒に回転するなど上記3種とは一線を画す。

## 作品一覧

### 映画版スターゲイト
1928年にエジプトの遺跡から発掘された巨大な輪は66年後、考古学者のダニエル・ジャクソンによってその謎は解明された。米空軍によりスターゲイトと名付けられたその輪の先にある場所の捜索がダニエルやジャック・オニール大佐による特殊部隊によって始められた。そして、見たことのない遺跡へと到達する。

### スターゲイト SG-1
アビドース作戦(映画版)から1年後、スターゲイトを通ってエイリアンがSG基地に現れる。
オニール大佐は再び軍に呼び戻されアビドースの調査を命じられる。侵略者との戦い、惑星探査、異種族との交流を描く。

### スターゲイト アトランティス
ゲイトを作った種族「エンシェント」を求めてペガサス銀河にあるアトランティスへと各国より選りすぐられたチームより調査隊が派遣される。しかしアトランティスのエネルギーは尽きかけていて崩壊寸前で、地球へ戻ることも不可能。エネルギー源ZPMを求めてペガサス銀河を探査する中現れた凶悪な種族レイスとの戦いを描く。

### スターゲイト ユニバース
スターゲイトの9番目のシェブロンを開くことに成功し、到達した先は、遥か彼方の銀河を超光速で自動的に探査航行するエンシェントの宇宙船デステニィだった。

### スターゲイト インフィニティ
「未来」のSGCを舞台にしたアニメーション作品。放送はアメリカでのみ。
SG-1から30年後の地球はエイリアンと交流する世界になっていた。スターゲイト・コマンドはSGC士官候補生のチームの
リーダーのガス・ボンネル少佐が不祥事を起こしたとしリーダーを解任。同時期にエンシェントの遺跡から発掘されたミイラよりエイリアンが出現。しかし、アーノルド大尉に偽装したエイリアン、シェイプ・シェプターの工作により、アイリスが開かれ、エンシェントのエイリアンを狙いにSGCに侵攻。ガス・ボンネル少佐率いる士官候補生のチームが対抗し、SGCからエンシェントのエイリアンと共に脱出。しかし、アーノルド大尉に偽装したシェイプ・シェプターの工作でSGCの将軍にガス・ボンネル少佐率いるチームのアイリス・オープンコードの消去を提案。こうして、行き場を失った彼らはアーノルド大尉救出とエンシェントのエイリアンの秘密を探るべく他の惑星へ旅立つ。
キャスト
- ガス・ボンネル少佐：デール・ウィルソン
- ステイシー・ボンネル：
- R・J・ハリソン：
- シアトル・モントヤ：ベティーナ・ブッシュ
- エコー：

### スターゲイト オリジンズ
スターゲイト計画の生みの親であるキャサリン・ラングフォードの若い頃を描いたストーリー。彼女の父親であるラングフォード博士はギザ高原でスターゲイトを発見してその使用方法を解明するが、それがナチスに知れスターゲイトの稼働と捜索隊への参加を強要される。ゲイトに潜って消えていった父親を助けるため、彼女もゲイトの謎を解き明かす旅に旅立つ。
各話10分で全10話がオンライン配信でリリースされた。

## 関連書籍・ペーパーバック
- スターゲイト（著者：ディーン・デブリン＆ローランド・エメリッヒ、翻訳：白石朗、二見書房 1995年）
- STARGATE（上記作品の原書ペーパーバック、出版社：Roc Signet Books; Film & TV Tie-in Ed版）
- STARGATE Rebellion（Bill McCay 出版社：Roc 1995年）
- STARGATE Retaliation（Bill McCay 出版社：Roc 1996年）
- STARGATE Retribution（Bill McCay 出版社：Roc 1997年）
- STARGATE Reconnaissance（Bill McCay 出版社：Roc 1998年）
- STARGATE Resistance（Bill McCay 出版社：Roc 1999年）
- STARGATE SG・1（Ashley McConnell 出版社：Roc 1998年）
- STARGATE SG・1 The Price You Pay（Ashley McConnell 出版社：Roc 1999年）
- STARGATE SG・1 The First Amendment（Ashley McConnell 出版社：Roc 2000年）
- STARGATE SG・1 The Morpheus Factor（Ashley McConnell 出版社：Roc 2001年）

## サウンドトラック
- スターゲイト（オリジナル・サウンドトラック：デヴィッド・アーノルド BMGビクター BVCP-797 1995年）
- STARGATE（上記作品のオリジナル・リマスター盤 レーベル：Varese Sarabande 2006年）
- STARGATE SG-1（1997 Television Series SOUNDTRACK：Joel Goldsmith レーベル：Milan 1997年）
- THE BEST OF STARGATE SG-1（ORIGINAL SOUNDTRACK：Joel Goldsmith etc レーベル：GNP Crescendo 2001年）

## CD-ROM
- Secrets of Stargate:The Making of an Epic Adventure Film（発売元：Compton's New Media）

## リブート
本シリーズのリブートとなる作品が製作する考えがあることが、ローランド・エメリッヒによって発表されている。